# كاتسويا ناغوتو
كاتسويا ناغوتو (باليابانية: 永戸 勝也) (مواليد 15 يناير 1995)، هو لاعب كرة قدم كان يلعب كمدافع.

## وصلات خارجية
- كاتسويا ناغوتو على موقع رابطة كرة القدم اليابانية للمحترفين (اليابانية)
- كاتسويا ناغوتو على موقع إي إس بي إن إف سي (الإنجليزية)
- كاتسويا ناغوتو على موقع قاعدة بيانات كرة القدم.إي يو (الإنجليزية)
- كاتسويا ناغوتو على موقع Soccerbase.com (لاعب) (الإنجليزية)
- كاتسويا ناغوتو على موقع Soccerway.com (الإنجليزية)
- كاتسويا ناغوتو على موقع عالم كرة القدم.نت (الإنجليزية)